# Kongres (film)
Kongres (ang. The Congress) – film animowano-aktorski z 2013 roku w reżyserii Ariego Folmana, powstały w koprodukcji Izraela, Polski, Belgii, Francji, Luksemburga, USA, Niemiec i Indii. Obraz luźno nawiązuje do powieści autorstwa polskiego pisarza Stanisława Lema pod tytułem Kongres futurologiczny.

## Fabuła
Kongres to połączenie rzeczywistości i fikcji. Aktorka Robin Wright wciela się w rolę samej siebie. Kobieta mieszka z dala od miasta, przy lotnisku, w hangarze dla samolotów przerobionym na rezydencję; wraz z dwojgiem swoich dorastających dzieci: córką Sarą i chorującym synem Aaronem. Pewnego dnia jedno z największych hollywoodzkich studio Miramount kontaktuje się z nią i ma do zaoferowania niezwykłą propozycję. Wright może zostać zeskanowana dzięki zaawansowanej technologii cyfrowej, osiągając dzięki temu w każdym kolejnym filmie wieczną młodość. Od tej pory każdą jej rolę miałaby zagrać jej wirtualna kopia. Dzięki temu miałaby więcej czasu dla swoich najbliższych. Wkrótce odkrywa, że największe studia filmowe wraz z koncernami farmaceutycznymi oferują różne formy rozrywki, jednocześnie manipulują świadomością ludzi.  
Kongres futurologiczny, na który zostaje zaproszona Robin po 20 latach (w wersji animowanej) przez koncern Miramount Nagasaki, odbywa się w olbrzymiej Hali Chwały, projektu Alberta Speera, na podstawie szkiców Adolfa Hitlera. Gdyby jej budowa rzeczywiście doszła do skutku, do dziś byłby to największy budynek na świecie.

## Obsada
- Robin Wright – Robin Wright
- Paul Giamatti – dr Barker
- Jon Hamm – Dylan Truliner (głos)
- Danny Huston – Jeff Green
- Harvey Keitel – Al
- Kodi Smit-McPhee – Aaron Wright
- Sami Gayle – Sarah Wright